# Lemme de Hensel
En mathématiques, le lemme de Hensel, est un résultat permettant de déduire l'existence d'une racine d'un polynôme à partir de l'existence d'une solution approchée. Il doit son nom au mathématicien du début du XXe siècle Kurt Hensel. Sa démonstration est analogue à celle de la méthode de Newton. 
La notion d'anneau hensélien regroupe les anneaux dans lesquels le lemme de Hensel s'applique. Les exemples les plus usuels sont ℤp (l'anneau des entiers p-adiques, pour p un nombre premier) et k[[t]] (l'anneau des séries formelles sur un corps k) ou plus généralement, les anneaux de valuation discrète complets.

## Énoncés
On considère un polynôme P à coefficients dans ℤp (l'anneau des entiers p-adiques, avec p premier).
Lemme de Hensel version 1.
S'il existe {\displaystyle \alpha _{0}\in \mathbb {Z} _{p}} tel que
{\displaystyle P(\alpha _{0})\equiv 0{\pmod {p}}\quad {\rm {et}}\quad P'(\alpha _{0})\not \equiv 0{\pmod {p}},}
alors, il existe {\displaystyle \alpha \in \mathbb {Z} _{p}} tel que
{\displaystyle P(\alpha )=0\quad {\rm {et}}\quad \alpha \equiv \alpha _{0}{\pmod {p}}.}
Plus généralement, si un anneau noethérien A est complet pour la topologie I-adique pour un certain idéal I et si P est un polynôme à coefficients dans A alors, tout élément α0 de A tel que, modulo I, P(α0) soit nul et P'(α0) soit inversible, se relève de façon unique en une racine de P dans A.
La condition {\displaystyle P'(\alpha _{0})\not \equiv 0{\pmod {p}}} est essentielle. Ainsi, l'équation {\displaystyle X^{5}=2} n'a pas de solution dans {\displaystyle \mathbb {Z} _{5}} (une telle solution {\displaystyle a} devrait être congrue à 2 modulo 5 ; posant {\displaystyle a=2+5x}, on aurait donc {\displaystyle 2=(2+5x)^{5}=32+5\times 16\times 5x+10\times 8\times (5x)^{2}+\dotsb }, ce qui est absurde, puisque 30 n'est pas divisible par 25), alors qu'elle en a une dans {\displaystyle \mathbb {Z} /5\mathbb {Z} }, puisque {\displaystyle 2^{5}-2} est divisible par 5 ; cela s'explique car {\displaystyle P'(X)} est identiquement nul dans {\displaystyle \mathbb {Z} /5\mathbb {Z} }.
Lemme de Hensel version 2.
S'il existe {\displaystyle \alpha _{0}\in \mathbb {Z} _{p}} tel que, pour un certain entier N, on ait
{\displaystyle P'(\alpha _{0})\equiv 0{\pmod {p^{N}}},\quad P'(\alpha _{0})\not \equiv 0{\pmod {p^{N+1}}}\quad {\rm {et}}\quad P(\alpha _{0})\equiv 0{\pmod {p^{2N+1}}},}
alors, il existe {\displaystyle \alpha \in \mathbb {Z} _{p}} tel que
{\displaystyle P(\alpha )=0\quad {\rm {et}}\quad \alpha \equiv \alpha _{0}{\pmod {p^{N+1}}}.}
Lemme de Hensel version 3.
Soient K un corps valué non archimédien complet, |∙| une valeur absolue sur K associée à sa valuation, OK son anneau des entiers, f ∈ OK[X] et x un élément de OK tel que{\displaystyle c:=\left|{\frac {f(x)}{f'(x)^{2}}}\right|<1.}Alors :
- la suite {\displaystyle (x_{n})_{n\in \mathbb {N} }} définie par {\displaystyle x_{0}:=x} et la formule de récurrence : {\displaystyle x_{n+1}:=x_{n}-{\frac {f(x_{n})}{f'(x_{n})}}} est bien définie et vérifie{\displaystyle \vert f(x_{n})\vert \leqslant c^{2^{n}}\vert f'(x_{0})\vert ^{2}\quad {\rm {et}}\quad \vert x_{n+1}-x_{n}\vert \leqslant c^{2^{n}}\vert f'(x_{0})\vert ~;}
- elle converge dans OK vers une racine ξ de f et{\displaystyle \forall n\in \mathbb {N} \quad \vert \xi -x_{n}\vert \leqslant \left|{\frac {f(x)}{f'(x)}}\right|^{2^{n}}~;}
- ξ est la seule racine de f dans la boule ouverte de OK de centre x et de rayon |f(x)/f '(x)|.

Lemme de Hensel version 4.
Tout anneau local complet est hensélien, c'est-à-dire, A désignant cet anneau et k son corps résiduel, que si un polynôme unitaire f ∈ A[X] a pour image dans k[X] un produit de deux polynômes g et h premiers entre eux, alors g et h se relèvent en deux polynômes de A[X] de produit f.
Ce lemme « de Hensel » a été démontré par Theodor Schönemann en 1846.

## Applications
Le lemme de Hensel est applicable à une grande variété de situations.

### Famille d'idempotents orthogonaux
Soient A un anneau local noethérien, complet pour la topologie M-adique associée à son idéal maximal M, et B une A-algèbre commutative, de type fini en tant que A-module. Alors, toute famille d'idempotents « orthogonaux » de B/MB se relève, de façon unique, en une famille d'idempotents orthogonaux de B.

En effet, les idempotents sont les racines du polynôme P(X) := X2 – X, et si P(e) est nul alors P ' (e) est son propre inverse. Or B est complet (en) pour la topologie MB-adique, ce qui permet, grâce au lemme de Hensel (version 1 ci-dessus) de relever chaque idempotent de B/MB en un idempotent de B. Enfin, si deux idempotents de B sont orthogonaux modulo MB, alors ils le sont dans l'absolu : leur produit x est nul car (par complétude) 1 – x est inversible, or x(1 – x) = 0.

### Factorisation des polynômes à coefficients entiers
Les algorithmes de factorisation de polynômes à coefficients entiers en facteurs irréductibles utilisent d’abord une factorisation dans un corps fini {\displaystyle \mathbb {F} _{p}} qu’il faut ensuite remonter dans l’anneau {\displaystyle \mathbb {Z} /_{p^{2^{k}}\mathbb {Z} }} pour un certain k de {\displaystyle \mathbb {N} }. Cette remontée se fait grâce à un cas particulier du lemme de Hensel, énoncé ci-dessous :

Soient p un nombre premier, et P un polynôme à coefficients entiers, unitaire, décomposé en un produit {\displaystyle G_{0}H_{0}} de deux polynômes à coefficients dans {\displaystyle \mathbb {Z} /_{p\mathbb {Z} }}.
On suppose {\displaystyle G_{0}} et {\displaystyle H_{0}} premiers entre eux, de coefficients de Bézout {\displaystyle U_{0},V_{0}} dans {\displaystyle \mathbb {Z} /_{p\mathbb {Z} }}.
Alors pour tout {\displaystyle k\in \mathbb {N} }, il existe un unique quadruplet de polynômes de {\displaystyle \mathbb {Z} /_{p^{2^{k}}\mathbb {Z} },(G_{k},H_{k},U_{k},V_{k})} tels que :
- {\displaystyle X_{k+1}=X_{k}[p^{2^{k}}]}  pour {\displaystyle X\in \lbrace G_{k},H_{k},U_{k},V_{k}\rbrace }
- {\displaystyle G_{k},H_{k}} sont premiers entre eux, unitaires,de coefficients de Bézout {\displaystyle U_{k},V_{k}} dans {\displaystyle \mathbb {Z} /_{p^{2^{k}}\mathbb {Z} }} 

- {\displaystyle P=G_{k}H_{k}[p^{2^{k}}]}
L'algorithme suivant permet de construire les polynômes {\displaystyle G_{k},H_{k},U_{k},} et {\displaystyle V_{k}} du lemme.
```
Entrée : p un nombre premier, k un entier, 

  

    

      

        
P

        
,

        
G

        
,

        
H

        
,

        
U

        
,

        
V

      

    

    
{\displaystyle P,G,H,U,V}

  

 des polynômes avec 

  

    

      

        
P

        
=

        
G

        
H

        
 

        
[

        
p

        
]

      

    

    
{\displaystyle P=GH~[p]}

  

 et 

  

    

      

        
G

        
U

        
+

        
H

        
V

        
=

        
1

        
 

        
[

        
p

        
]

      

    

    
{\displaystyle GU+HV=1~[p]}

  

 
Sortie : 

  

    

      

        
G

        
,

        
H

        
,

        
U

        
,

        
V

      

    

    
{\displaystyle G,H,U,V}

  

 tels que 

  

    

      

        
P

        
=

        
G

        
H

        
 

        
[

        

          
p

          

            

              
2

              

                
k

              

            

          

        

        
]

      

    

    
{\displaystyle P=GH~[p^{2^{k}}]}

  

 et 

  

    

      

        
G

        
U

        
+

        
H

        
V

        
=

        
1

        
 

        
[

        

          
p

          

            

              
2

              

                
k

              

            

          

        

        
]

      

    

    
{\displaystyle GU+HV=1~[p^{2^{k}}]}

  

Pour i = 1 à k-1
  

  

    

      

        
R

        
←

        

          

            

              

                
P

                
−

                
G

                
H

              

              

                
p

                

                  

                    
2

                    

                      
i

                    

                  

                

              

            

          

        

      

    

    
{\displaystyle R\leftarrow {\dfrac {P-GH}{p^{2^{i}}}}}

  

  

  

    

      

        
H

        
←

        
H

        
+

        

          
p

          

            

              
2

              

                
i

              

            

          

        

      

    

    
{\displaystyle H\leftarrow H+p^{2^{i}}}

  

*Div_Euclide

  

    

      

        
(

        
U

        
R

        
,

        
H

        
)

      

    

    
{\displaystyle (UR,H)}

  

  

  

    

      

        
G

        
←

        
G

        
+

        

          
p

          

            

              
2

              

                
i

              

            

          

        

      

    

    
{\displaystyle G\leftarrow G+p^{2^{i}}}

  

*Div_Euclide

  

    

      

        
(

        
V

        
R

        
,

        
G

        
)

      

    

    
{\displaystyle (VR,G)}

  

  

  

    

      

        
U

        
←

      

    

    
{\displaystyle U\leftarrow }

  

Div_Euclide

  

    

      

        
(

        
2

        
U

        
−

        

          
U

          

            
2

          

        

        
G

        
,

        
H

        
)

      

    

    
{\displaystyle (2U-U^{2}G,H)}

  

  

  

    

      

        
V

        
←

      

    

    
{\displaystyle V\leftarrow }

  

Div_Euclide

  

    

      

        
(

        
2

        
V

        
−

        

          
V

          

            
2

          

        

        
H

        
,

        
G

        
)

      

    

    
{\displaystyle (2V-V^{2}H,G)}

  

retourne 

  

    

      

        
(

        
G

        
,

        
H

        
,

        
U

        
,

        
V

        
)

      

    

    
{\displaystyle (G,H,U,V)}

  

```